# Marcel Locquin
Marcel Locquin (Lyon, 6 de maio de 1922 - 18 de março de 2009) foi um micologista francês. Locquin ganhou notoriedade no campo da micologia ao longo de vários anos de trabalho com uma série de vencedores do Prêmio Nobel. Ele próprio já ganhou inúmeros outros prêmios. Trabalhou como consultor para várias organizações internacionais. É dono de muitas patentes em microscopia óptica e eletrônica. Foi o autor de 60 livros e publicou mais de 350 artigos científicos.